# Musaeb Abdulrahman Balla
Musaeb Abdulrahman Balla (arabisch مصعب عبد الرحمن بلة, * 19. März 1989 in Khartum) ist ein katarischer Mittelstreckenläufer sudanesischer Herkunft, der sich auf die 800-Meter-Distanz spezialisiert hat und über diese Distanz 2013 und 2015 Asienmeister wurde. Zudem siegte er 2015 bei den Asienmeisterschaften auch in der 4-mal-400-Meter-Staffel.

## Sportliche Laufbahn
Erste Erfahrungen bei internationalen Meisterschaften sammelte Musaeb Abdulrahman Balla im Jahr 2007, als er bei den Asienmeisterschaften in Amman mit 1:57,11 min in der ersten Runde über 800 m ausschied. Im Jahr darauf erreichte er bei den Hallenasienmeisterschaften in Doha das Halbfinale über 800 m und schied dort mit 1:51,93 min aus und mit der katarischen 4-mal-400-Meter-Staffel gewann er in 3:17,93 min gemeinsam mit Mohamed Sagayroon, Adam Ali und Azmy Sulaiman die Bronzemedaille hinter den Teams aus Saudi-Arabien und Indien und stellte damit einen neuen Landesrekord auf. Mitte Juni siegte er dann in 1:52,45 min über 800 m bei den Juniorenasienmeisterschaften in Jakarta. 2009 schied er bei den Militär-Weltmeisterschaften in Sofia mit 49,33 s in der ersten Runde im 400-Meter-Lauf aus und im Jahr darauf gewann er bei den Hallenweltmeisterschaften in Teheran in 1:54,25 min die Silbermedaille über 800 m hinter dem Kuwaiter Mohammad al-Azemi. Ende November nahm er erstmals an den Asienspielen in Guangzhou teil und sicherte sich dort in 1:46,19 min die Bronzemedaille hinter dem Iraner Sajjad Moradi und Adnan Taess Akkar aus dem Irak. 2011 siegte er in 1:45,92 min bei den Panarabischen Spielen in Doha und bei den Hallenweltmeisterschaften 2012 in Istanbul schied er mit 1:49,51 min im Semifinale aus. Anschließend startete er bei den Olympischen Spielen in London und erreichte auch dort das Halbfinale, in dem er mit 1:47,52 min ausschied.
2013 siegte er in 1:45,90 min über 800 m bei den Arabischen Meisterschaften in Doha und sicherte sich in der 4-mal-400-Meter-Staffel in 3:09,55 min die Silbermedaille hinter Saudi-Arabien. Anschließend siegte er in 1:46,92 min über 800 m bei den Asienmeisterschaften in Pune und belegte in 46,45 s den vierten Platz über 400 m. Im August schied er bei den Weltmeisterschaften in Moskau mit 1:45,43 min im Halbfinale aus und siegte anschließend in 1:46,57 min bei den Spielen der Frankophonie in Nizza sowie in 1:44,19 min bei den Islamic Solidarity Games in Palembang. Im Jahr darauf siegte er in 1:50,27 min bei den Hallenasienmeisterschaften in Hangzhou und wurde anschließend bei den Hallenweltmeisterschaften in Sopot im Vorlauf disqualifiziert. Im September wurde er beim Continentalcup in Marrakesch in 1:48,50 min Siebter und bei den Asienspielen im südkoreanischen Incheon wurde er im Finale disqualifiziert. 2015 verteidigte er bei den Arabischen Meisterschaften in Manama mit 1:46,74 min seinen Titel über 800 m und anschließend gewann er auch bei den Asienmeisterschaften in Wuhan mit 1:49,40 min erneut den Titel über 800 m und siegte auch im Staffelbewerb in 3:02,50 min gemeinsam mit Femi Ogunode, Mohamed El Nour Mohamed und Abdalelah Haroun. Daraufhin gelangte er bei den Weltmeisterschaften in Peking das Finale über 800 m und klassierte sich dort mit 1:47,06 min auf dem sechsten Platz. Im Jahr darauf siegte er in 1:46,92 min erneut über 800 m bei den Hallenasienmeisterschaften in Doha und siegte in 3:08,20 min gemeinsam mit Mohamed Nasir Abbas, Abubaker Haydar Abdalla und Abdalelah Haroun auch mit der Staffel. Anschließend belegte er bei den Hallenweltmeisterschaften in Portland in 1:48,31 min den fünften Platz über 800 m. Im Juni wurden bei ihm illegale Substanzen beschlagnahmt und er gab eine positive Dopingprobe ab und wurde daraufhin in Spanien verhaftet. Somit musste er seine Olympiateilnahme absagen und wurde für vier Jahre gesperrt.
Nach Ablauf seiner Sperre startete er 2023 über 800 Meter bei den Hallenasienmeisterschaften in Astana und gewann dort in 1:49,68 min die Bronzemedaille hinter dem Kuwaiter Ebrahim al-Zofairi und seinem Landsmann Abdirahman Saeed Hassan.

## Persönliche Bestzeiten
- 400 Meter: 46,44 s, 3. Juli 2013 in Pune
- 600 Meter: 1:15,99 min, 22. August 2013 in Stockholm
  - 600 Meter (Halle): 1:15,83 min, 2. Februar 2014 in Moskau (asiatische Bestleistung)
- 800 Meter: 1:43,82 min, 8. Juli 2015 in Barcelona (katarischer Rekord)
  - 800 Meter (Halle): 1:45,48 min, 19. Februar 2015 in Stockholm (katarischer Rekord)
  - 1000 Meter (Halle): 2:21,71 min, 19. Februar 2011 in Birmingham